# Sam Spewack
Samuel „Sam“ Spewack (* 16. September 1899 in Bachmut, Russisches Kaiserreich, heute Ukraine; † 14. Oktober 1971 in New York City) war ein US-amerikanischer Dramaturg, Librettist und Drehbuchautor.

## Leben
Sam Spewack besuchte in New York City die Stuyvesant High School und das Columbia College. Ab 1919 arbeitete er für die Zeitung New York World als Auslandskorrespondent in Europa. Als solcher schrieb er bis 1926 auch für die New York Herald Tribune.
Mit seiner Ehefrau Bella Spewack, die er 1922 geheiratet hatte, schrieb er ab 1928 zahlreiche Bühnenstücke, die auch am New Yorker Broadway aufgeführt wurden. Ab 1931 waren beide zudem als Drehbuchautoren in Hollywood bei verschiedenen Filmstudios, wie Columbia Pictures, MGM und Warner Brothers, tätig. Für die Filmkomödie Meine Lieblingsfrau (My Favorite Wife) wurden sie 1941 zusammen mit Leo McCarey für den Oscar in der Kategorie Beste Originalgeschichte nominiert. 1963 wurde dieses Drehbuch mit Doris Day und James Garner unter dem Titel Eine zuviel im Bett (Move Over, Darling) erneut verfilmt. Seine größten Erfolge konnte das Autorenpaar jedoch mit den Libretti für die Cole-Porter-Musicals Leave It to Me! (1938) und Kiss Me, Kate (1948) verbuchen. Für Kiss Me, Kate, 1953 von George Sidney auch verfilmt, wurden Sam und Bella Spewack 1949 mit je zwei Tony Awards ausgezeichnet.

## Werke (Auswahl)

### Bühnenstücke
- The War Song, 1928
- Poppa, 1928
- Clear All Wires, 1932
- Spring Song, 1934
- Boy Meets Girl, 1935
- Miss Swan Expects, 1939
- Woman Bites Dog, 1946
- Two Blind Mice, 1949
- The Golden State, 1950
- My 3 Angels, 1953
- Once There Was a Russian, 1960

### Musicals
- Leave It to Me!, 1938 (basierend auf dem Bühnenstück Clear All Wires)
- Kiss Me, Kate, 1948

### Drehbücher
- 1931: The Secret Witness
- 1933: Should Ladies Behave
- 1934: Liebe nach Noten (The Cat and the Fiddle)
- 1934: The Gay Bride
- 1935: Spione küßt man nicht (Rendezvous)
- 1937: Für Sie, Madame … (Vogues of 1938)
- 1938: Three Loves Has Nancy
- 1938: Der kleine Star (Boy Meets Girl)
- 1940: Meine Lieblingsfrau (My Favorite Wife)
- 1945: Weekend im Waldorf (Week-End at the Waldorf)

## Auszeichnungen
- 1941: Oscar-Nominierung in der Kategorie Beste Originalgeschichte für Meine Lieblingsfrau zusammen mit Leo McCarey und Bella Spewack
- 1949: Zwei Tony Awards für Kiss me, Kate zusammen mit Bella Spewack